# Hišám Arází
Híšám Arází (arabsky هشام أرازي‎ Hicham Arazi; narozený 19. října 1973 Casablanca) je bývalý marocký profesionální tenista, hrající na profesionální úrovni v letech 1993–2007. Ve své kariéře vyhrál na okruhu ATP Tour jeden turnaj ve dvouhře, když v březnu 1997 trumfoval v Casablance. Na challengerech ATP a okruhu ITF získal tři tituly ve dvouhře, všechny během sezóny 1996.
Na žebříčku ATP byl ve dvouhře nejvýše klasifikován v listopadu 2001 na 22. místě a ve čtyřhře pak v červnu 2004 na 144. místě. Trénoval jej bývalý tenista Thierry Champion.
Zahrál si jedno finále události z kategorie ATP Masters 1000, když na Monte-Carlo Rolex Masters 2001 podlehl v boji o titul Brazilci Gustavu Kuertenovi ve třech setech.
Maroko reprezentoval na Letních olympijských hrách v Atlantě 1996 a v Athénách 2004.

## Finálové účasti na turnajích ATP World Tour
| Legenda (před/od 2009)                                              |
| D – dvouhra; Č – čtyřhra                                            |
| Grand Slam (0–0)                                                    |
| Tennis Masters Cup / ATP World Tour Finals (0–0)                    |
| ATP Masters Series / ATP World Tour Masters 1000 (0–1 D)            |
| ATP International Series Gold / ATP World Tour 500 series (0–0)     |
| ATP International Series / ATP World Tour 250 series (1–1 D; 0–2 Č) |

### Dvouhra

#### Vítěz (1)
| Č. | Datum           | Turnaj             | Povrch | Finalista        | Výsledek      |
| -- | --------------- | ------------------ | ------ | ---------------- | ------------- |
| 1. | 24. března 1997 | Casablanca, Maroko | antuka | Franco Squillari | 3–6, 6–1, 6–2 |

#### Finalista (2)
| Č. | Datum           | Turnaj              | Povrch | Vítěz            | Výsledek      |
| -- | --------------- | ------------------- | ------ | ---------------- | ------------- |
| 1. | 14. června 1999 | Merano, Itálie      | antuka | Fernando Vicente | 6–2, 3–6, 7–6 |
| 2. | 16. dubna 2001  | Monte Carlo, Monako | antuka | Gustavo Kuerten  | 6–3, 6–2, 6–4 |

### Čtyřhra

#### Finalista (2)
| Č. | Datum           | Turnaj              | Povrch | Spoluhráč   | Vítězové                         | Výsledek      |
| -- | --------------- | ------------------- | ------ | ----------- | -------------------------------- | ------------- |
| 1. | 24. března 1997 | Casablanca, Maroko  | antuka | Karim Alámí | João Cunha e Silva Nuno Marques  | 7–6, 6–2      |
| 2. | 8. září 1997    | Taškent, Uzbekistán | tvrdý  | Ejal Ran    | Vincenzo Santopadre Vince Spadea | 6–4, 6–7, 6–0 |